# Vastagcsőrű fenyőpapagáj
A vastagcsőrű fenyőpapagáj (Rhynchopsitta pachyrhyncha) a madarak osztályának papagájalakúak (Psittaciformes) rendjébe és a papagájfélék (Psittacidae) családjába és az araformák (Arinae) alcsaládjába tartozó faj.

## Rendszerezése
A fajt William John Swainson angol ornitológus írta le 1827-ben, a Macrocercus nembe Macrocercus pachyrhynchus néven.

## Előfordulása
Mexikó területén honos, az Amerikai Egyesült Államokbeli jelenléte bizonytalan. Természetes élőhelyei a szubtrópusi vagy trópusi hegyi esőerdők és mérsékelt övi lombhullató erdők. Nomád faj.

## Megjelenése
Átlagos testhossza 43 centiméter, testtömege 315-370 gramm. Tollruhája feltűnő piros-zöld színű. A fiatal madarak szeme barna, a kifejlett madarak szeme borostyán színű.

## Életmódja
Fenyőmagvakat, nektárt és virágokat fogyaszt.

## Természetvédelmi helyzete
Az elterjedési területe kicsi és csökken, egyedszáma 2000-2800 példány közötti és szintén csökken. A Természetvédelmi Világszövetség Vörös listáján veszélyeztetett fajként szerepel.